# Timor-Wasserpython
Der Timor-Wasserpython (Liasis mackloti), auch Macklots Python oder Neuguinea-Python, ist eine Schlangenart aus der Familie der Pythons. Das Artepitheton ehrt den deutschen Zoologen Heinrich Christian Macklot. Der Timor-Wasserpython kommt nur auf wenigen Inseln des Malaiischen Archipels vor, über die Biologie der Art ist fast nichts bekannt.

## Merkmale
Dieser Python ist mittelgroß und relativ schlank. Die Tiere erreichen eine Maximallänge von 3–4 m, dabei entfallen auf den Schwanz etwa 15 % der Gesamtlänge. Der Kopf ist schmal, die Schnauze ist etwas eckig. Das Rostrale ist von oben kaum sichtbar. Die Nasalia sind durch rechteckige Internasalia voneinander getrennt. Neben den vorderen Präfrontalia befindet sich jeweils ein Paar kleiner hinterer Präfrontalia. Das Frontale selbst ist groß und oval bis eckig. Die Supraocularia sind groß und ungeteilt. Meist sind zwei Paare der Parietalia vorhanden, die voneinander durch einige kleine Schuppen getrennt sind.
In der Seitenansicht befinden sich meist zwischen Nasale und dem großen, einzelnen Präoculare ein, selten zwei eckige Loreale. Es gibt zwei Postocularia. Die Anzahl der großen Supralabialia kann zwischen 10 und 12 liegen, die ersten zwei zeigen flache Labialgruben. Zwei Supralabiale berühren das Auge. Der Unterkiefer zeigt 14–19 Infralabialia.
Die Anzahl der Bauchschuppen (Ventralschilde) variiert zwischen 270 und 304, die der Subcaudalia zwischen 86 und 96 und die Anzahl der dorsalen Schuppenreihen in der Körpermitte zwischen 49 und 65.
Die Tiere sind insgesamt recht einfarbig graubraun bis mittelbraun. Auf dieser Grundfarbe zeigen sie eine mehr oder weniger ausgeprägte blassgraue oder rötliche, unregelmäßige Fleckenzeichnung.

## Verbreitung und Lebensraum
Der Timor-Wasserpython hat ein sehr kleines Verbreitungsgebiet und kommt nur auf den Kleinen Sundainseln Timor, Semau, Roti, Sawu, Wetar und Alor vor. Das Klima auf diesen Inseln ist tropisch feucht-heiß, nähere Angaben zum Lebensraum der Art liegen bisher nicht vor.

## Systematik
Zurzeit werden drei Unterarten anerkannt, die sich farblich, in bestimmten Aspekten des Verhaltens und hinsichtlich des Größenverhältnisses der Geschlechter unterscheiden:
- Liasis mackloti mackloti; die Nominatform kommt auf Timor, Semau und Roti vor. Durchschnittlich ist der Python 160 cm lang.[5] Weibchen sind meist größer als Männchen.
- L. m. dunni; die Unterart besiedelt nur Wetar. Weibchen sind meist kleiner als Männchen. Insgesamt ist dies die größte Unterart.[5] Nur bei dieser Unterart wurden bisher Kämpfe zwischen Männchen um die Weibchen beobachtet.
- L. m. savuensis; diese Form kommt nur auf Sawu vor, auch hier sind Weibchen meist größer als Männchen. L. m. savuensis ist die kleinste Unterart.[5]

Für alle drei Unterarten wird aufgrund molekulargenetischer und verhaltensbiologischer Untersuchungen die Erhebung zu eigenständigen Arten diskutiert. Ein naher Verwandter des Timor-Wasserpython ist der Braune Wasserpython (L. fuscus).

## Lebensweise und Fortpflanzung
In seinem Lebensraum bildet der Python vermutlich die Spitze der Nahrungskette. Die Würgeschlange kann kleine und mittlere Säuger und Wasservögel fangen. Einige Wissenschaftler zählen auch Vogeleier, Reptilien, Frösche und Fische zur Nahrung des Pythons, doch fehlen genauere Studien. Wie alle Pythons legt auch der Timor-Wasserpython Eier. Zur Fortpflanzung liegen nur wenige Daten aus Gefangenschaft vor. Die Gelege umfassen 8–14 Eier, die bei künstlicher Bebrütung nach etwa 60 Tagen schlüpfen. Abweichend davon wurden für die Unterart L. m. savuensis Gelege mit 4–6 Eiern und ein Schlupf nach 60–70 Tagen festgestellt. Frisch geschlüpfte Schlangen dieser Unterart waren etwa 320 mm lang.